# Legimmen
Die Einteilung der Lebewesen in Systematiken ist kontinuierlicher Gegenstand der Forschung. So existieren neben- und nacheinander verschiedene systematische Klassifikationen. 
Das hier behandelte Taxon ist durch neue Forschungen obsolet geworden oder ist aus anderen Gründen nicht Teil der in der deutschsprachigen Wikipedia dargestellten Systematik.

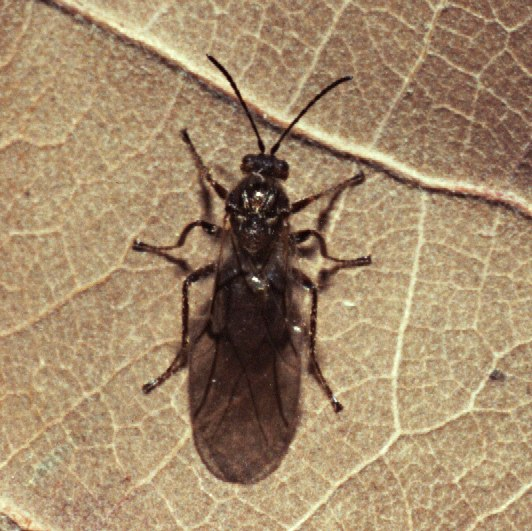
Gemeine Eichengallwespe (Cynips quercusfolii)

Legimmen gehören wie die Stechimmen (Aculeata) zur Unterordnung der Taillenwespen (Apocrita) aus der Ordnung der Hautflügler (Hymenoptera). Legimmen umfassen u. a. die Brackwespen, Zehrwespen, Schlupfwespen und Gallwespen. In der ursprünglichen Definition der Legimmen wurden auch die Pflanzenwespen und Goldwespen eingeschlossen. Die heute zu den Legimmen gerechneten Taxa wurden erstmals unter dem Namen Parasitica zusammengefasst. Der außerdem oft verwendete Name Terebrantia (auch: Terebrantes) ist synonym zu einer Unterordnung der Fransenflügler. Es handelt sich aber auch hier um eine paraphyletische Gruppe, die bei konsequenter Anwendung des phylogenetischen Systems in mehrere Gruppen aufgeteilt werden muss. Dies liegt daran, dass die Aculeata nicht die Schwestergruppe der Legimmen als Ganzes sind, sondern aus ihnen hervorgegangen sind. Die tatsächliche Schwestergruppe der Aculeata ist in der Wissenschaft bis heute umstritten. Unter den genannten Kandidaten sind die Evanioidea (Hungerwespenartige), die Trigonalidae und die Ichneumonoidea (Schlupfwespenartige).
Die meisten Arten benutzen ihren Legestachel (Ovipositor) dazu, die Eier in noch lebende Wirtsorganismen abzulegen und ihren Wirt bei Abschluss der Larvalentwicklung abzutöten, sie leben also parasitoid, wie bereits durch den Namen Parasitica zum Ausdruck kommt. Gelegentlich werden alle Arten, die diese Lebensweise besitzen, als „Schlupfwespen“ bezeichnet, da das adulte Tier aus dem Wirt „schlüpft“, im engeren Sinne bezeichnen die Schlupfwespen aber lediglich die Angehörigen der Familie Ichneumonidae.
Dieser Legestachel ist also noch nicht, wie beispielsweise bei den Faltenwespen, zu einem Wehrstachel (oder Giftstachel genannt) umgewandelt.
Die Legimmen umfassen keine staatenbildenden Insekten. Diese, wie z. B. Ameisen oder Echte Wespen, gehören zu den Aculeata.